# Związki kompleksowe

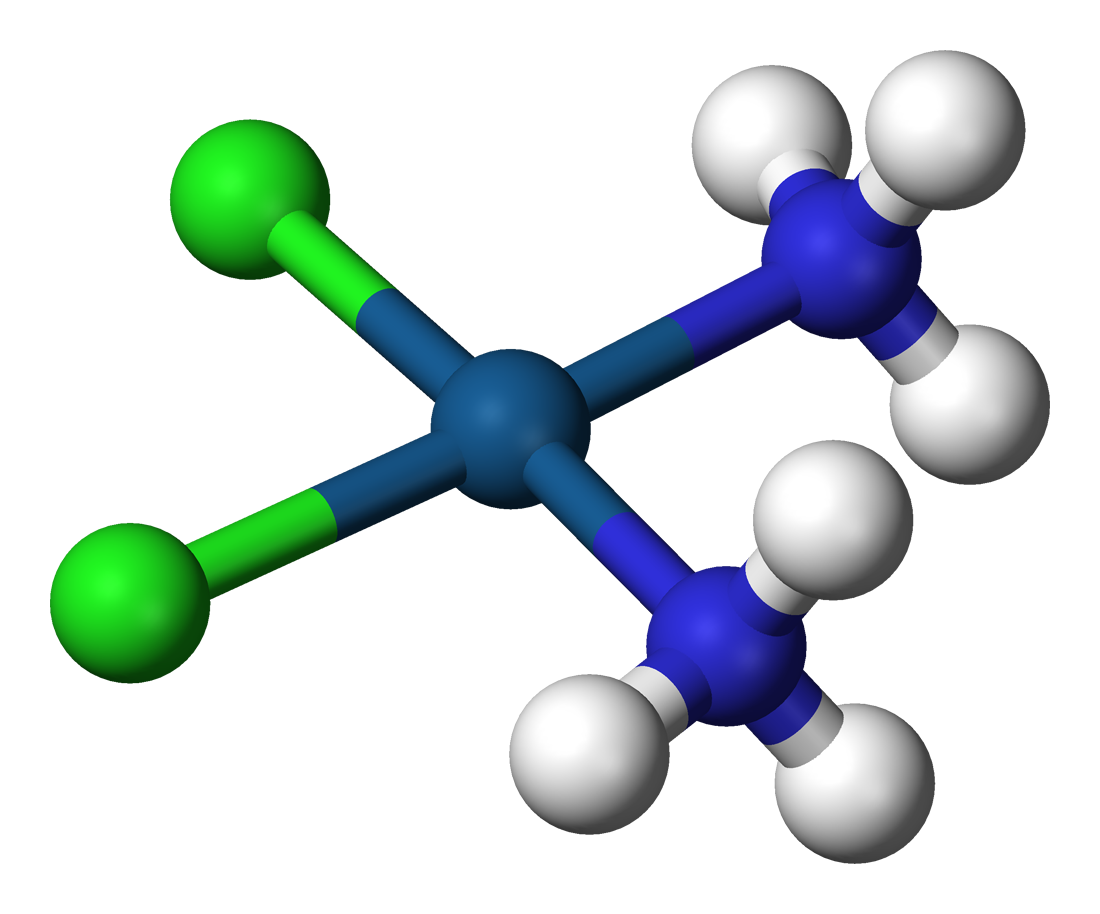
Cisplatyna, PtCl_{2}(NH_{3})_{2}, czyli atom platyny z czterema ligandami

Związki kompleksowe, związki koordynacyjne, zwyczajowo kompleksy – związki chemiczne zawierające co najmniej jeden atom centralny, otoczony przez inne atomy lub grupy atomów, zwane ligandami, przy czym co najmniej jedno wiązanie atomu centralnego z ligandem ma charakter wiązania koordynacyjnego.

## Główne pojęcia
- Atom lub jon przyłączający (koordynujący) cząsteczki nosi nazwę atomu lub jonu centralnego[1].
- Grupy lub jony związane z nim noszą nazwę ligandów. Ligandy zależnie od zajmowanych miejsc koordynacji nazywane są jednofunkcyjnymi lub wielofunkcyjnymi, gdy zajmują odpowiednio jedno lub więcej miejsc koordynacji[1].
- Sumaryczną liczbę pełnych pojedynczych wiązań atomu centralnego z atomami ligandów nazywa się liczbą koordynacyjną. Gdy w kompleksie występują wiązania wielokrotne lub wiązania o składowej donorowej i zwrotnej, w szczególności tworzone przez dwa lub więcej sąsiednich atomów liganda (jak to ma miejsce w kompleksach cyklopentadienylowych i kompleksach alkilidenowych), ustalenie liczby koordynacyjnej staje się trudne (lub wręcz niemożliwe). Jeśli kompleks posiada liczbę wiązań koordynacyjnych równą liczbie koordynacyjnej, jest to kompleks koordynacyjnie nasycony[1].
- Formalny ładunek przypisywany centralnemu atomowi nazywa się jego stopniem utlenienia. Ustalanie tego stopnia, czyli faktycznego ładunku posiadanego przez atom centralny, jest w wielu przypadkach sprawą kontrowersyjną.

## Budowa
Najprostsze kompleksy składają się z atomu centralnego i łączącego się z nim liganda. Atom centralny jest akceptorem, a ligand donorem elektronów, para elektronowa tworząca wiązanie pochodzi od liganda. Atom liganda bezpośrednio połączony z atomem centralnym jest nazywany atomem ligandowym. Obszar zajęty przez atom centralny i ligandy tworzy wewnętrzną sferę koordynacji (w zapisie sfera ta jest znajduje się między nawiasami kwadratowymi). Wyróżnia się także zewnętrzną sferę koordynacji, jest to obszar zajęty przez jony zobojętniające ładunek kompleksu. Związek kompleksowy, którego ładunek jest zobojętniony przed odpowiednie jony, nazywany jest solą kompleksową.

## Podział
Ze względu na całkowity ładunek elektryczny związków kompleksowych rozróżnia się:
- kompleksy obojętne,
- kompleksy jonowe.

Olbrzymia większość związków kompleksowych zawiera w centrum atom lub jon metalu. Związki te nazywa się wspólnie kompleksami metalicznymi lub kompleksami metali. Istnieją jednak także związki kompleksowe niezawierające metalu. Nazywa się je kompleksami niemetalicznymi. Są to na przykład:
- kation hydroniowy H
3O+
,
- kation amonowy NH+
4,
- anion I−
3.

Ze względu na liczbę atomów (lub jonów) centralnych rozróżnia się:
- kompleksy jednocentrowe – z jednym atomem centralnym,
- kompleksy wielocentrowe – z dwoma lub więcej atomami centralnymi,
- klastery – w których występują co najmniej trzy atomy metali, które są z sobą bezpośrednio związane, tworząc centralną klatkę, do której są przyłączone ligandy w sposób podobny do zwykłych kompleksów.

Ligandy mogą być grupami lub jonami nieorganicznymi (np. H2O, NH3, Cl−, CN−) lub grupami wywodzącymi się od związków organicznych (np. aminy, alkohole, fenole, fosfiny, etery). Kompleksy zawierające ligandy organiczne dzieli się na:
- związki metaloorganiczne – w których występuje chociaż jedno wiązanie metal–węgiel,
- kompleksy organiczne – w których występują ligandy organiczne niełączące się wiązaniami metal–węgiel.

Zagadnienia związane z budową, właściwościami i rolą związków kompleksowych są przedmiotem badań chemii koordynacyjnej.

## Trwałość
Trwałość związków kompleksowych zależy od wielu czynników. Należą do nich:
- stopień utlenienia atomu metalu,
- promień jonowy,
- liczba koordynacyjna atomu metalu,
- charakter atomów koordynujących względem jonu centralnego,
- ułożenie i wzajemne powiązanie atomów koordynujących.

Pod określeniem „trwałość kompleksu” rozumie się dwa odrębne pojęcia:
- trwałość termodynamiczną,
- trwałość kinetyczną.

Trwałość termodynamiczna związana jest z położeniem równowagi reakcji powstawania kompleksu:
M + n L ⇌ MLn.
Trwałość kompleksu w tym rozumieniu opisuje się za pomocą odpowiednich stałych trwałości lub stałych nietrwałości podawanych dla kolejnych reakcji tworzenia kompleksu (stałe stopniowe) lub dla reakcji sumarycznej (stałe sumaryczne, stałe całkowite).
Przykładowo reakcję powyższą można opisać sumaryczną stałą równowagi {\displaystyle \beta {:}}
{\displaystyle \beta =-{\frac {[ML_{n}]}{[M][L]^{n}}}.}
Za kompleks termodynamicznie trwały uważa się taki, dla którego {\displaystyle \beta } ma wartość rzędu 107−108.
Trwałość kinetyczna wiąże się z szybkością wymiany ligandów w pierwszej sferze koordynacyjnej. W tym rozumieniu dzieli się kompleksy na labilne i inertne. W przypadku kompleksów labilnych całkowita wymiana ligandów następuje w czasie krótszym niż 1 minuta, w przypadku inertnych trwa to dłużej. W niektórych środowiskach naukowych wyróżnia się oddzielną grupę kompleksów biernych, jako nieulegających w ogóle wymianie ligandów (podając jako przykład karbonylki), w innych używa się określenia „bierny” jako synonimu do „inertny”.

## Nomenklatura
Według zaleceń IUPAC nazwy ligandów o ładunku ujemnym powinny kończyć się na „o”, natomiast nazwy ligandów obojętnych nie mają zmienianych końcówek. Przykłady:
cząsteczka H2O – akwa (daw. akwo)
cząsteczka NH3 – amina (daw. ammino)
grupa CN−
 – cyjano
grupa SCN− – tiocyjaniano
grupa NO−
2 – nitrito–N (daw. nitro)
grupa ONO− – nitrito-O
grupa NO−
3 – azotano
grupa NO – nitrozyl (daw. nitrozylo)
grupa NS – tionitrozyl (daw. tionitrozylo)
grupa CO – karbonyl (daw. karbonylo)
grupa CS – tiokarbonyl (daw. tiokarbonylo)
grupa OH− – hydrokso
grupa F− – fluoro
grupa Cl− – chloro
grupa SO2−
4 – siarczano
grupa S
2O2−
3 – tiosiarczano
W nazwie jonu kompleksowego najpierw wymienia się ligandy, a na końcu nazwę atomu centralnego, na przykład: [Co(NH3)6]3+ – jon heksaaminakobaltowy(III) (gdzie symbol „III” oznacza wartościowość kobaltu).
Liczbę ligandów określa przedrostek grecki mono-, di-, tri- itd. (według aktualnych zaleceń nomenklaturowych IUPAC; w nomenklaturze tradycyjnej jest to jedno-, dwu-, trój- itd.). Przed grupą umieszczoną w nawiasach stosuje się liczebniki łacińskie bis-, tris-, tetrakis- itd., np. jon dichlorobis(etylodiamina)chromowy(III).
W nazwach soli określany jest najpierw anion, na przykład:
Na[Al(OH)4] – tetrahydroksoglinian sodu
Mg[Al(OH)4]2 – bis(tetrahydroksoglinian) magnezu
[CoCl2(NH3)4]Cl – chlorek tetraaminadichlorokobaltu(III)
K3[Fe(CN)6] – heksacyjanożelazian(III) potasu
K[Co(CN)(CO)2NO] – cyjanodikarbonylnitrozylkobaltan(0) potasu
[Pt(NH3)6]Cl4 – chlorek heksaaminaplatyny(IV)

## Dysocjacja
Kompleksy mają najczęściej charakter jonów kompleksowych. Znane są również kompleksy elektroobojętne – na przykład w cząsteczce kompleksowej [PtIV(NH3)6Cl4] jony chloru Cl− są ligandami i zobojętniają ładunek dodatni jonu centralnego Pt4+. Związki tego typu nie jonizują w roztworach wodnych, zatem nie są elektrolitami. Dysocjują w roztworach wodnych, dając trwałe jony kompleksowe, natomiast następujące związki kompleksowe platyny:
[Pt(NH3)6]Cl4 → [Pt(NH3)6]4+ + 4 Cl−
[Pt(NH3)5Cl]Cl3 → [Pt(NH3)5Cl]3+ + 3 Cl−
[Pt(NH3)4Cl2]Cl2 → [Pt(NH3)4Cl2]2+ + 2 Cl−
[Pt(NH3)3Cl3]Cl → [Pt(NH3)3Cl3]+ + Cl−
K[Pt(NH3)Cl5] → K+ + [Pt(NH3)Cl5]−
K2[PtCl6] → 2 K+ + [PtCl6]2−
W dwóch ostatnich z wyżej wymienionych związków kation centralny Pt4+ wchodzi w skład zespolonego anionu.
Istnieją związki kompleksowe, w których zarówno kation, jak i anion są kompleksami, na przykład
[Co(NH3)6][Cr(CN)6].